# Original net animation
Original net animation, forkortet til ONA, er et udtryk der bruges om anime titler der bliver udgivet direkte på Internettet, på samme måde som original video animation (OVA) bruges om anime titler der er udgivet direkte på DVD. I Japan bruges udtrykket Web Animation (Webアニメ) dog oftere om det samme emne.
Takket være den stigende mængde streaming media hjemmesider i Japan, samt udbredelsen af bredbåndsinternet i store dele af verden, er dette fænomen blevet muliggjort. Til forskel fra OVA'er og almene tv-serier, er ONA'er i de fleste tilfælde gratis at se.

## Eksempler på ONA-serier
- Chocolate Underground
- The Melancholy of Haruhi-chan Suzumiya
- Nyoro~n Churuya-san